# Amsacta melanogastra
Amsacta melanogastra is een vlinder uit de familie spinneruilen (Erebidae), onderfamilie beervlinders (Arctiinae). De wetenschappelijke naam van de soort is voor het eerst geldig gepubliceerd in 1897 door Holland.
Deze nachtvlinder komt voor in tropisch Afrika.